# GP32

GP32 logo.

O GP32 (GamePark 32) é um videogame portátil desenvolvido pela empresa coreana Game Park. Ele foi lançado em 23 de novembro de 2001, na Coreia do Sul.

## Recursos
O design geral não é diferente da versão original do Game Boy Advance. O GP32 é com base em 133 MHz ARM CPU e 8 MB de RAM. Ao contrário do outro lado da criação de sistemas de jogos, que tendem a ser de propriedade do cartucho, o GP32 usa SmartMedia, cartões (SMC) para o armazenamento de programas e dados, tornando-o acessível para amadores, pois nenhum desenvolvimento de hardware é necessário.
O console possui quatro mini-joysticks controladores; dois botões principais ("A" e "B"); dois botões de ombro em cada lado do SMC slot ("L" e "R"); e dois outros botões do menu em cada lado da tela ("SELECT" e "START"), feita a partir de um mais macio, de borracha translúcida. O console também possui uma porta USB 1.1 para conexão com um computador host; uma porta serial de expansão; um adaptador de alimentação de entrada de 3,3 V; um conector de fone de ouvido; e um compartimento traseiro, que possui duas baterias AA.

## Variantes
Existem três principais versões comerciais da unidade, caracterizadas por diferentes tipos de vídeo. As unidades comerciais são de cor branca com cinza ou branco; e têm botões e acabamento. Há também uma série de blocos promocionais de diferentes cores; e vários protótipos de unidades com designs diferentes.

### GP32 NLU
O GP32 original foi a não-unidade de luz (NLU), que se baseava em uma fonte de luz externa para visualizar o ecrã.

### GP32 FLU
No final de 2002, o Jogo de estacionar introduziu a unidade frontlight (FLU) como uma versão modificada de fábrica (por Hahotech) do NLU. Ele fornece sua própria iluminação, através de um painel transparente entre o display LCD e a tela de plástico da tampa. O hardware extra resultou em um pequeno aumento de quadro do visor quando comparado com a variantes do NLU e BLU. O frontlight pode ser desligado com um interruptor montado na parte de trás do GP32 (para economizar bateria). O nome do GP32 FLU foi derivado a partir de um adesivo adicionado na frente da embalagem do GP32, diferenciando-o de não-versões do padrão light.

### GP32 BLU
Em meados de 2004, o Game Park introduziu a luz de fundo unit (BLU). O novo BLU LCD foi compatível com o NLU (e GRIPE) e superiores, desde que o visor do ecrã esteja em condições de fraca iluminação. No final de 2004, o Park também lançou uma segunda versão do BLU, que tinha um LCD diferente daquele feito para as unidades da primeira versão BLU. O novo BLU+ LCD não era 100% compatível com a tela de LCD do original e, portanto, era necessário um manuseamento especial do software para suportar ambas as versões LCD. A iluminação do visor pode ser desativada, pressionando o botão SELECT por cinco segundos. Os modelos BLU também tinha um conector de porta USB um pouco diferente; e de melhor qualidade para o controlabilidade BLU+.
Para um GP32 retroiluminado (lançado em dezembro de 2004), foi dado o nome de BLU+ pela comunidade.[carece de fontes?] A unidade retroiluminada apresentava um novo display LCD (Taiwan fabricado em vez da Samsung), o que levou a alguns problemas de compatibilidade com determinados aplicativos e problemas, tais como linhas em branco na tela. No entanto, quase todas as aplicações foram corrigidas, uma vez que foi constatado que os novos ecrãs possuem melhor contraste que os antigos. O GP32 retroiluminado foi comercialmente chamado de BLU. O BLU+ foi, como se referiu, um nome que a comunidade deu para notar a diferença entre os dois modelos.
Foram muitos aplicativos que trabalharam com o BLU+ e outros modelos. Mirko SDK pode detectar automaticamente qual versão tinha. Todas as aplicações, tais como emuladores e leitores de filmes; e como trabalhou bem no BLU+ e em outros modelos.

## Software

### Em construção
O Original Game Park de firmware tinha três funções principais: lançamento de aplicativos; fornecer um meio de ligar a um computador anfitrião; e reproduzir músicas em formato MP3. Em versões posteriores do Game Park de firmware, foi removido o MP3 da música de capacidade.

### Homebrew
Game Park planejou seu sistema para ser útil e poderoso, mas eles também queriam que os usuários fossem capazes de criar homebrew de software. Os usuários de GP32 podem registrar a unidade no site oficial e obter um conjunto gratuito de ferramentas de desenvolvimento para criar seus próprios programas. O Game Park também é permitido (com algumas restrições) para a publicação de tais jogos homebrew em seu site. O GP32 original do firmware só é suportado em execução encriptada de jogos e ferramentas. Os usuários tinham para se registar e utilizar uma criptografia "Livre Lançador" para executar o software não assinado. A alternativa firmware foi removida com a necessidade de utilizar o "Livre Iniciador" de software; e desde muitas funções extras que estavam faltando no firmware original.
Através desta estratégia, o GP32 foi o anfitrião de várias aplicações homebrew e jogos. As várias aplicações feitas para ele variou de alternativas de firmware, gerenciadores de arquivos, jogos, emuladores, jogos geradores (como o RPG Maker), um DivX player e apresentações de imagens.

### Comercial
Jogos comerciais poderão ser adquiridos através de download da internet (encriptado para GP32 ID) ou em uma caixa de varejo. As caixas de varejo continham SmartMedia, cartões com os jogos que foram criptografados para executar somente a partir desses cartões SMC (ID). Eles poderiam, alternativamente, serem transferidos a partir de um portal coreano depois de enviar o GP32 do ID; e eles foram, em seguida, encriptados para serem executados apenas no GP32, baixando os jogos, efetivamente reduzindo o custo para o consumidor, que não estava pagando para a fabricação do cartucho. O download de um jogo online pode variar de US$10 a US$30.

### Jogos
Cinco jogos em uma variedade de gêneros, que foram lançadas no sistema de lançamento em 23 de novembro de 2001. Cerca de 28 jogos comerciais foram lançados. O último comercial do jogo a ser lançado foi o de plataforma/RPG Azul Angelo, que foi lançado em 16 de dezembro de 2004. A maioria dos comerciais de jogos GP32 podem ser adquiridos de duas maneiras: de caixa; ou através da internet, por meio de Gamepark online, com JoyGP de armazenamento (normalmente por um preço muito inferior). JoyGP foi a versão internacional da loja MegaGP, que existia anteriormente; e foi limitada à Coreia do Sul. Embora a maioria dos jogos fossem vendidos em ambos os formatos, houve algumas excepções: por exemplo, "Azul Angelo" foi (e é) vendido apenas como uma copybox feita em França, e Gloop de Luxo foi vendido apenas online, mas não através de JoyGP.
Embora o número de jogos oficiais disponíveis para o sistema GP32 seja limitado, em muitos open sources/softwares livres, os desenvolvedores trabalharam em vários emuladores e têm portado jogos para PC. Além disso, em uma ampla gama de liberdade de domínio público, os jogos foram criados por amadores. Para jogos de estacionar, não pergunte a qualquer royalty para lançar jogos ao seu dispositivo, o que tornava mais fácil para os pequenos editores ou desenvolvedores independentes de versão de software para o GP32.

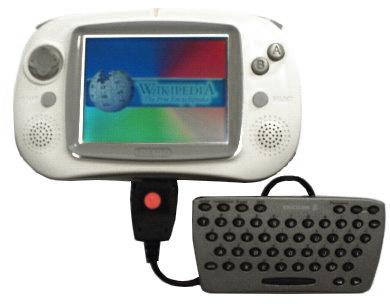
GP32 com uma Ericsson Chatboard

A modificação da Telefonaktiebolaget LM Ericsson para o sistema funcionar é um "novo florescer" de desenvolvimento de software, incluindo inúmeras tentativas em portas de Linux;e suporte de teclado a ser adicionado a muitos emuladores.

### Emuladores
O GP32 tem um ARM 920T CPU relativamente poderoso; e está livremente disponível em linguagem C, baseado no SDK, tem permitido que muitos emuladores sejam desenvolvidos especificamente ou transportados a partir de outras plataformas. Sistemas emulados que são executados no GP32 estão incluídos na era 16-bit; e também versões anteriores do console e plataformas de computador. Esses emuladores permitem que os usuários experimentem uma grande variedade de jogos em seus sistemas GP32, largamente compensadores à relativamente pequena biblioteca disponível comercialmente em jogos. Há também um Windows baseado no emulador GP32, o que permite aos usuários executar o software GP32 em um PC baseado em Windows.

## Disponibilidade
Comercialmente, o sistema pode ser encontrado principalmente na Coreia e em algumas outras partes da Ásia, embora o modelo GP32 BLU tenha sido lançado em três mercados europeus, incluindo Portugal, Espanha e Itália, sendo distribuído pela Virgin Game no dia 15 de junho de 2004, com um preço de €199. Existem distribuidores oficiais no Reino Unido e Suécia. O Jogo de estacionar, no entanto, não foi lançado no console da América. Desde que o GP32 não está mais em produção, o console pode geralmente ser encontrado no eBay, fóruns ou outros vídeo fornecedores de jogos usados; ou websites.
Apesar do GP32 não ter sido lançado em todo o mundo, ele tem uma grande comunidade internacional de usuários e desenvolvedores. Cerca de 30.000 unidades foram vendidas até o final de 2007.

## Hardware
| Dimensões            | 147 mm x 88 mm × 34 mm |
| Peso                 | 0.163 kg |
| Exibir               | 3.5 em TFT, a cores 16 bits, 320 × 240 pixels |
| CPU                  | Samsung S3C2400X01 (ARM920T core), 20 (ou menos) para 133 MHz (overclockable para 166 MHz+ em alguns casos. Alguns já chegaram até mesmo a 256 MHz (nem sempre é estável, baixa vida útil da bateria). Capacidade de overclocking é aleatória, no entanto todos os GP32s são supostoa a chegarem a 133 MHz. Algumas unidades maxed iniciam "mal" para fora, com 132 MHz.) |
| RAM                  | 8 MB de SDRAM (16 bits de largura) |
| ROM                  | 512 KB (8 bits de largura) |
| De som               | 44.1 kHz, 16 bits estéreo de som de quatro canais e software WAV de mistura (que é para o programador, mas de quatro canais é construído para o SDK oficial); 16-bits polifônico de software MIDI (no SDK oficial); porta de fone de ouvido; alto-falantes estéreo. |
| Armazenamento        | SmartMedia 2-128 MB de 3,3 v |
| Fonte de alimentação | 2 × pilhas AA ou adaptador 3 V DC. Pilhas duram entre seis e 12 horas, mas o real valor depende de uma série de fatores. |
| Sem fio              | GP Link foi um dongle sem fios que pode ser inserido na tomada ext e possibilitar que você converse e jogue jogos. Até quatro unidades sem fio podem ser conectadas simultaneamente dentro de 10m, frequência foi relatada para ser a 300 MHz; e os jogos com suporte para multiplayer foram Little Assistant, Dungeon & Guarder, The Treasure Island e Rally Pop.        |

## Sucessores
- GP2X - Dual-CPU, unidade produzida pela nova empresa GamePark Holdings.
- GP2X Wiz - Sucessor para o GP2X.
- GP2X Caanoo - Sucessor para o GP2X Wiz.
- XGP - Nunca lançado. Sistema desenvolvido pelo Game Park, agora falido, novamente.